# Emma Fürstenhoff

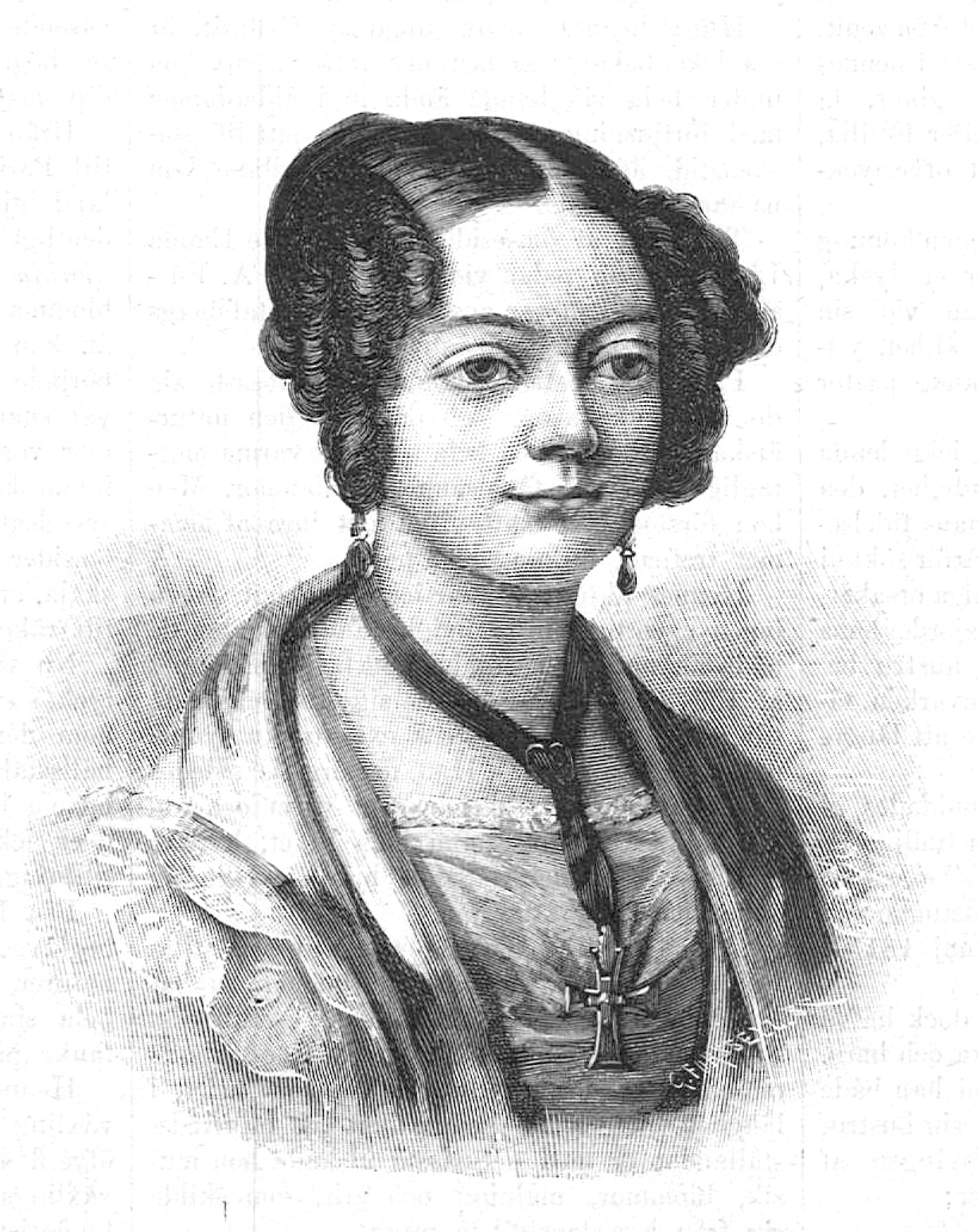
Emma Fürstenhoff. Xylografi i Idun 1890, nr 32.

Emma Fürstenhoff, född Emilia Lindegren 1802 i Stockholm, död i mars 1871 i Paris, var en under sin samtid känd svensk konstnär och florist, vars konstgjorda blomsterarbeten blev berömda i hela Europa. Hon bedrev sin verksamhet från Paris och var välkänd även i Storbritannien och Ryssland. Hon var döpt till Emilia, men kallades alltid Emma.

## Biografi
Emma Fürstenhoff var dotter till poeten och kungliga sekreteraren vid teatern Carl Johan Lindegren (d. 1815) och Sofia Silfverskiöld. Både hennes mor och henne själv var föremål för faderns dikter, där hon ofta kallades Milla. Hon beskrivs som person som "glad och fri" och en stark individualist. Hon växte upp på faderns egendom Forsta i Södermanland, men fick bosätta sig i Stockholm med modern efter att föräldrarna hade skilt sig sedan den alkoholiserade fadern hamnat på gäldstugan. Då de lämnade Forsta ska hon ha bett modern att få ta med sig blommorna. I Stockholm blev hon fosterbarn till en "mamsell Forslöf", som var hovdam hos prinsessan Sofia Albertina. Hon blev omtyckt av Sofia Albertina och blev utbildad på Madam Jacobs skola, som då var en av de mest ansedda i Stockholm, där hon sades ha varit en flitig elev.  
Emma Fürstenhoff gifte sig vid lite över tjugo års ålder av kärlek med A. Fürstenhoff, kamrer vid det nyöppnade Gustavsbergs porslinsbruk. Paret fick en son, Johan. För att bidra till hushållets inkomster började hon tillverka småsaker såsom målning av vapensköldar och montering av dynor, innan hon lärde sig tillverka konstgjorda blommor. Hon blev en av de första eleverna då Kungliga Tekniska Högskolan 1827 öppnade en söndagsskola för kvinnor som ville lära sig tillverka konstgjorda blommor. 
Hon gjorde sig sedan ett namn i Stockholm som konsthantverkare och deltog där i flera utställningar med sina konstgjorda blommor av vax, som ansågs naturtrogna och var en nyhet på sin tid. Framgången fick henne att visa sina verk också i London, Sankt Petersburg och slutligen i Paris. Hon stannade i två år i Sankt Petersburg, där hon blev en konstnärlig berömdhet i salongerna och populär bland diplomater och ryska aristokrater. I Paris uppmärksammades hennes vaxblommor på en utställning jardin de plantes, där de ansågs bättre än naturliga blommor. 
Emma Fürstenhoff separerade då permanent från maken och bosatte sig i Paris, där hon upprättade en ateljé för tillverkning av konstgjorda blommor. Hon tillverkade blommor i både vax och tyg. De flesta av hennes anställda var kvinnor, bland andra Thilda Österberg, som blev hantverkstadens föreståndare. Bland hennes kunder fanns Harriet Howard, älskarinna till kejsar Napoleon III. År 1864 sades hon ha varit en av artisterna "på modet" sedan flera decennier tillbaka. 
Vid utbrottet av det fransk-tyska kriget 1870 arbetade hon som sjuksköterska för de sårade soldaterna. Under arbetet blev hon själv sjuk, och avled strax efter Pariskommunens upprättande. 
Under sin uppväxt på Forsta ska hon ha lärt känna författaren Wilhelmina Gravallius, vars biografi över henne publicerades i tidskriften Idun 1890.